# White Noise and Black Metal
White Noise and Black Metal — пятый студийный альбом шведской блэк-метал-группы Craft, выпущенный 22 июня 2018 года на лейбле Season of Mist Underground Activists.

## Отзывы критиков
Альбом получил положительные отзывы от музыкальных критиков. Стефан Вольфсбрунн из metal.de пишет, что «плотность хитов на White Noise And Black Metal на удивление высока»: «песни „Again“ и „Undone“ запоминаются сразу, а „Darkness Falls“ превращается в довольно непонятную запоминающуюся мелодию с довольно мрачным текстом. „Tragedy Of Pointless Games“, напротив, пробирает до мурашек своими идеально подобранными риффами».

## Список композиций
| №                   | Название                     | Длительность |
| ------------------- | ---------------------------- | ------------ |
| 1.                  | «The Cosmic Sphere Falls»    | 4:56         |
| 2.                  | «Again»                      | 4:15         |
| 3.                  | «Undone»                     | 6:38         |
| 4.                  | «Tragedy of Pointless Games» | 6:27         |
| 5.                  | «Darkness Falls»             | 4:50         |
| 6.                  | «Crimson»                    | 4:48         |
| 7.                  | «YHVH’s Shadow»              | 5:39         |
| 8.                  | «White Noise»                | 4:42         |
| Общая длительность: | Общая длительность:          | 42:15        |

## Участники записи
- Nox — вокал
- John Doe — гитара
- Alex — бас-гитара
- Joakim — гитара, электроника
- D. Moilanen — ударные